# 新卡爾利夫卡
47°30′33″N 36°3′0″E / 47.50917°N 36.05000°E
新卡爾利夫卡（烏克蘭語：Новокарлівка）是位於烏克蘭東南部的村莊，由扎波羅熱州波洛希區的波洛希市鎮負責管轄。該村始建於1801年，面積0.77平方公里，海拔高度76米，2001年人口309，人口密度每平方公里401.8人。